# Michael Esch
Michael August Esch SJ (* 12. April 1869 in Eupen; † 28. April 1938 in Valkenburg) war ein deutscher Jesuit und Astronom.

## Leben
Der Sohn eines Gärtners besuchte das Gymnasium Theodorianum in Paderborn und studierte anschließend an der Theologischen Fakultät der Universität Bonn. 1891 trat er in Blyenbeck in den Niederlanden in die Gesellschaft Jesu ein. Nach dem Abschluss seiner philosophischen Studien arbeitete er von 1896 bis 1898 als Assistent von Johann Georg Hagen an der Sternwarte der Georgetown University in Washington, D.C. Dort begann er mit der Beobachtung veränderlicher Sterne und wirkte an Hagens Atlas Stellarum Variabilium mit.
1898 wurde er zum Leiter der Sternwarte des Ignatiuskollegs in Valkenburg ernannt. Dort beendete er auch sein Theologiestudium und wurde 1901 zum Priester geweiht. 1903/04 wirkte er als Assistent bei Julius Fényi am Haynald-Observatorium in Kalocsa in Ungarn. Am 30. August 1905 beobachtete er in Burgos die Sonnenfinsternis und suchte dabei nach einem Planeten innerhalb der Merkurbahn. 1910/11 war er als Mathematiklehrer am Jesuitenkolleg in Sittard tätig. Nach einem kurzen Aufenthalt in der Schweiz studierte er ab 1912 an der Universität Wien bei Samuel Oppenheim. 1915 wurde er mit einer Dissertation zum Dreikörperproblem promoviert.
Von 1916 bis 1918 lehrte er Astronomie und Physik am Institut für Scholastische Philosophie an der Universität Innsbruck. Danach kehrte er endgültig nach Valkenburg zurück, wo er bis zu seinem Tod 1938 blieb.

## Leistungen
Seit 1899 beschäftigte sich Esch fast ausschließlich mit dem Studium veränderlicher Sterne. Mit dem 23-cm-Refraktor der Sternwarte Valkenburg beobachtete er hauptsächlich langperiodische Veränderliche und untersuchte deren Lichtkurven. Er arbeitete am Atlas Stellarum Variabilium mit, einem umfangreichen Katalog veränderlicher Sterne, insbesondere an dessen Series VII und VIII, nachdem sich Hagen anderen Gebieten zugewandt hatte. In Anerkennung dieser Verdienste ernannte ihn Kardinal Pietro Maffi zum Astronomo Onorario („Ehrenastronom“) der Vatikanischen Sternwarte.

## Veröffentlichungen (Auswahl)
- Helligkeitsbeobachtungen der Nova Persei (Ch. 1226). In: Astronomische Nachrichten, 157 (1902), 299–304,  bibcode:1902AN....157..299E
- Resultate aus Beobachtungen langperiodischer Veränderlicher. In: Astronomische Nachrichten, 160 (1903), 321–338, bibcode:1903AN....160..321E
- Suche nach intramerkuriellen Planeten bei der Sonnenfinsternis 1905 Aug. 30. In: Astronomische Nachrichten, 174 (1907), 49–54, bibcode:1907AN....174...49E
- Bemerkungen zu dem Veränderlichen TT Cygni. In: Astronomische Nachrichten, 181 (1909), 67–74, bibcode:1909AN....181...67E
- Eine neue Ejektionsbahn im System Sonne-Jupiter. In: Astronomische Nachrichten, 201 (1915), 21–24, bibcode:1915AN....201...21E
- Über den Veränderlichen 18.1917 Persei und den Stern BD +25°3033. In: Astronomische Nachrichten, 206 (1918), 171–172, bibcode:1918AN....206..171E
- Die Periode des Algolveränderlichen RZ (1.1918) Cancri. In: Astronomische Nachrichten, 209 (1919), 29–32, bibcode:1919AN....209...29E
- Der Veränderliche VX (30.1917) Herculis 162618. In: Astronomische Nachrichten, 213 (1921), 81–86, bibcode:1921AN....213...81E